# Han Chee-ho
Han Chee-ho (ur. 18 czerwca 1968) – południowokoreański zapaśnik w stylu wolnym. Dwukrotny uczestnik mistrzostw świata, trzynasty w 1997. Złoto na igrzyskach azjatyckich w 1990 i 1994. Drugi na igrzyskach wschodniej Azji w 1997. Mistrz Azji w 1991, trzeci w 1992 i 1997 roku.